# Canalejas de Peñafiel (kommunhuvudort)
Canalejas de Peñafiel är en kommunhuvudort i Spanien.   Den ligger i provinsen Provincia de Valladolid och regionen Kastilien och Leon, i den centrala delen av landet, 130 km norr om huvudstaden Madrid. Canalejas de Peñafiel ligger 903 meter över havet och antalet invånare är 308.
Terrängen runt Canalejas de Peñafiel är huvudsakligen platt, men österut är den kuperad. Runt Canalejas de Peñafiel är det glesbefolkat, med 10 invånare per kvadratkilometer. Närmaste större samhälle är Peñafiel, 8,5 km norr om Canalejas de Peñafiel. Trakten runt Canalejas de Peñafiel består till största delen av jordbruksmark.